# Halaelurus maculosus
Halaelurus maculosus es una especie de peces de la familia Scyliorhinidae; del orden de los Carcharhiniformes.

## Morfología
• Los machos pueden llegar alcanzar los 45,7 cm de longitud total.

## Hábitat
Es un pez de mar y de clima tropical.

## Distribución geográfica
Se encuentra en la costa sur de  Java, Bali, Lombok y Filipinas.